# Chi Lan kim tuyến
Chi Lan kim tuyến (Anoectochilus) là một chi thực vật có hoa thuộc họ Lan (Orchidaceae) và phân họ cùng tên (Orchidoideae). Cái tên "Lan kim tuyến" hay "Lan kim hoàn bắt nguồn từ những đường gân rất đẹp trên phiến lá của các loài lan này.

## Từ nguyên học
Tên tiếng La tinh bắt nguồn từ các từ Hy Lạp aniktos (mở) và cheilos (môi).

## Đặc điểm
Các loài Lan kim tuyến phân bổ trên một khu vực khá rộng, từ vùng Himalaya đến Đông Nam Á, miền Nam Trung Hoa, Úc, Papua New Guinea và một số hải đảo thuộc quần đảo Thái Bình Dương. Phần lớn chúng là các thực vật sinh sống trên nền đất có kích thước nhỏ, tuy nhiên một vài loài sinh sống trên các bờ đá, với bộ lá màu xanh lục hoặc mang các màu sắc khác (tùy theo loài), có bề mặt mịn như nhung và mang một mạng lưới gân lá phức tạp. Cụm hoa ở ngọn trung tâm mang một vài hoa mọc chúc xuống đất và bao phủ bởi lông với một cánh môi rất lớn và nổi bật. Tràng hoa cùng với đài hoa ở mặt lưng tạo thành một cấu trúc giống như chiếc mũ trùm đầu. Mỗi hoa có hai nhụy và hai nhị.

## Danh sách loài
- Anoectochilus albolineatus C.S.P.Parish & Rchb.f. (1874): Lan kim tuyến vạch trắng (Miến Điện, Thái Lan, Việt Nam)
- Anoectochilus albomarginatus Loudon (1855)
- Anoectochilus annamenis (2007) (Việt Nam)[1]
- Anoectochilus baotingensis (K.Y.Lang) Ormerod (2003) (Hải Nam, Trung Quốc)
- Anoectochilus brevilabris Lindl.(1840): Lan kim tuyến môi nhỏ
- Anoectochilus brevistylus (Hook.f.) Ridl. (1907)
- Anoectochilus burmannicus Rolfe (1922)
- Anoectochilus calcareus Aver. (1996 publ. 1997).
- Anoectochilus candidus (T.P.Lin & C.C.Hsu) K.Y.Lang (1999).
- Anoectochilus chapaensis Gagnep.(1931).
- Anoectochilus clarkei (Hook.f.) Seidenf. & Smitinand (1959).
- Anoectochilus crispus Lindl. (1857).
- Anoectochilus daoensis Gagnep. (1951).
- Anoectochilus dewildeorum Ormerod (2005) (Sumatra)
- Anoectochilus elatus Lindl. (1857).
- Anoectochilus elwesii (C.B.Clarke ex Hook.f.) King & Pantl. (1898).
- Anoectochilus emeiensis K.Y.Lang (1982)
- Anoectochilus falconis Ormerod (2005) (Malaysia)
- Anoectochilus flavescens Blume (1825).
- Anoectochilus formosanus Hayata (1914). (tiếng Trung: 臺灣金線蓮; Bạch thoại tự: Tâi-ôan kim-sòaⁿ-liân)) Lan kim tuyến Đài Loan
- Anoectochilus geniculatus Ridl. (1896) (Thái Lan, Mã Lai, Sumatra)
- Anoectochilus grandiflorus Lindl. (1857).
- Anoectochilus imitans Schltr. (1906).
- Anoectochilus inabai Hayata (1914).
- Anoectochilus insignis Schltr. (1911).
- Anoectochilus integrilabris Carr (1935).
- Anoectochilus kinabaluensis (Rolfe) J.J.Wood & Ormerod (1994).
- Anoectochilus klabatensis (Schltr.) S.Thomas (2002).
- Anoectochilus koshunensis Hayata (1914).
- Anoectochilus lanceolatus Lindl. (1840).
- Anoectochilus longicalcaratus J.J.Sm. (1922).
- Anoectochilus lylei Rolfe ex Downie (1925).
- Anoectochilus narasimhanii Sumathi & al. (2003).
- Anoectochilus nicobaricus N.P.Balakr. & P.Chakra (1978 publ. 1979).
- Anoectochilus papuanus (Schltr.) W.Kittr. (1984 publ. 1985).
- Anoectochilus pectinatus (Hook.f.) Ridl. (1907).
- Anoectochilus petelotii (Gagnep.) Seidenf. (1975).
- Anoectochilus pingbianensis K.Y.Lang (1996).
- Anoectochilus reinwardtii Blume (1858).
- Anoectochilus repens (Downie) Seidenf. & Smitinand (1959).
- Anoectochilus rhombilabius'' Ormerod (2002).
- Anoectochilus sandvicensis Lindl. (1840).
- Anoectochilus setaceus Blume (1825): Lan kim tuyến hay Lan kim tuyến lông cứng (loài điển hình)
- Anoectochilus sikkimensis King & Pantl. (1896): Lan kim tuyến Sikkim
- Anoectochilus subregularis (Rchb.f.) Ormerod (1996).
- Anoectochilus sumatranus (J.J.Sm.) J.B.Comber (2001).
- Anoectochilus tetrapterus Hook.f. (1890).
- Anoectochilus tridentatus Seidenf. (1992).
- Anoectochilus xingrenensis Z.H.Tsi & X.H.Jin (2002).
- Anoectochilus yatesiae F.M.Bailey (1907).
- Anoectochilus zhejiangensis Z.Wei & Y.B.Chang (1989). Lan kim tuyến Chiết Giang